# Fliegerstaffel 10
Die Fliegerstaffel 10 war eine zuletzt mit Kampfflugzeugen des Typs Dassault Mirage IIIRS ausgerüstete Fliegerstaffel der Schweizer Luftwaffe mit Berufsmilitärpiloten des Überwachungsgeschwaders. Ihre Heimatbasis bei der Auflösung war der Militärflugplatz Buochs. Die Fliegerstaffel 10 trug als Wappen das AMIR-Abzeichen (AMIR = Aufklärer Mirage). Dieses Abzeichen zeigt auf weissem Grund einen mit schwarzen Linien gezeichneten Falkenkopf, dessen Hals mit blauer Farbe gefüllt ist. Der Schnabel ragt über das runde Abzeichen hinaus, über dem Falkenkopf ist die rote Zahl 10. Die später ebenfalls mit Mirage-Aufklärern fliegenden Staffeln 3 und 4 übernahmen bis auf die Zahl 10 das Abzeichen der Staffel 10.

## Geschichte

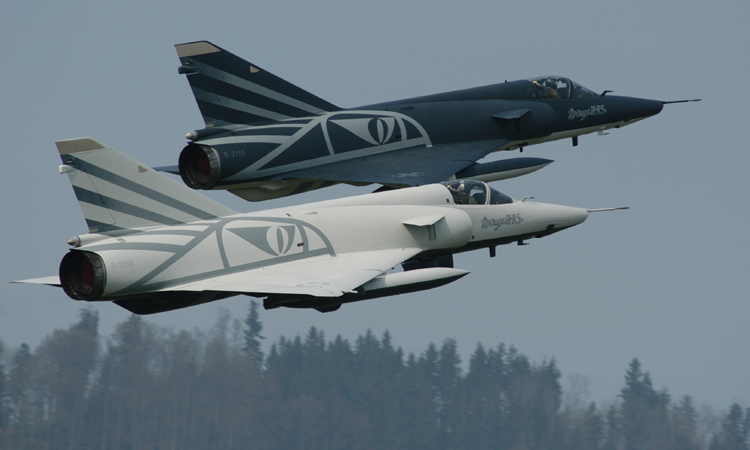
Black & withe MirageIIIRS R-2110 R-2116

Die Fliegerkompanie 10 wurde 1935 gegründet. Von 1938 bis 1940 setzte die Fliegerkompanie 10 die Fokker CV ein.
Der 27. August 1938 wurde zum schwärzesten Tag in der Geschichte der Fliegerstaffel 10. Fünf Flugzeuge des Typs Fokker CV gerieten auf dem Weg von Dübendorf nach Lugano im Muotatal in schlechtes Wetter, nur eines fand den Weg wieder hinaus. Die anderen vier zerschellten an den Felswänden der Heuberge, und sieben Besatzungsmitglieder kamen um.
Von 1940 bis 1942 kamen bei der Staffel Flugzeuge vom Typ C-35 zum Einsatz, von 1942 bis 1952 setzte die Staffel Flugzeuge vom Typ C-3603 ein. Von 1952 bis 1954 setzte die Fliegerstaffel 10 die D-3801 Morane ein.
Dann erfolgte 1954 der Wechsel auf das Jetflugzeug De Havilland Venom DH-112 Mk1 R, dieser Flugzeugtyp blieb bis 1967 im Dienst dieser Staffel. Im Jahr 1956 wurde schliesslich die Luftaufklärer-Formation gegründet. Die Luftaufklärer-Formation benutzte ein DH-100 Vampire, sechs C-3603 und sechs P-51D Mustangs, alle waren mit Kameras ausgerüstet. 
1963 wurde die Aufklärerstaffel 10 formell gegründet, alle bisherigen Flugzeuge wurden durch De Havilland DH.112 Mk. 1 R Venoms ersetzt. Die Flugzeuge waren für die Luftaufklärung optimiert und blieben bis 1967 der einzige Flugzeugtyp. Ab 1968 betrieb die Fliegerstaffel 10 den Mach 2 schnellen Aufklärer Mirage IIIRS AMIR. Die Kriegsbasis war der Militärflugplatz Buochs, Ableger der Staffel flogen ab Payerne und Sion, in Friedenszeiten lag die Trainingsbasis in Dübendorf. 1982 flogen letztmals Aufklärer-Venom. Die beiden im Jahr 1991 aufgelösten Staffeln 3 und 4 wurden im Jahr 1992 als Aufklärerstaffeln reaktiviert und flogen nun die Mirage Aufklärer mit demselben, nur in der Ziffer abgewandelten Staffelabzeichen ab den Flugplätzen Sion und Payerne. Im Jahr 2000 wurde die Aufklärerstaffel 4 wieder aufgelöst und in die Staffel 10 integriert, im Jahr 2002 folgte die   Staffel 3. 
Im Jahr 2003 wurde die Fliegerstaffel 10 nach dem letzten WK auf dem Militärflugplatz Buochs aufgelöst. Zu diesem Anlass erhielten die zwei Maschinen R-2110 und R-2116 eine gegengleiche schwarz-weisse Lackierung, mit dem AMIR-Falken, die schwarze und weisse Farbe symbolisieren die gestochen scharfen schwarz/weissen Fotos, die diese Aufklärermaschinen auf ihren Missionen machten. Am 17. Dezember 2003 erfolgte mit der letzten Landung der Mirage IIIRS R-2118 in Dübendorf durch den Piloten Markus "Zurigo" Zürcher, den Kommandanten der Fliegerstaffel 10, der Schlusspunkt der Fliegerstaffel 10. Das  Flugzeug wurde bei diesem Anlass an das Flieger-Flab-Museum in Dübendorf übergeben.

## Flugzeuge
- Fokker CV
- C-36
- C-3603
- Morane D-3801
- de Havilland DH.100 Vampire
- de Havilland DH.112 Venom R
- P-51D Mustang
- Dassault Mirage IIIRS